# Раєн Картер
Раен Картер (англ. Ryan Carter; народився 3 серпня 1983 у м. Вайт-Бер-Лейк, Міннесота, США) — американський хокеїст, центральний/лівий нападник. Виступає за «Кароліна Гаррікейнс» в Національній хокейній лізі (НХЛ). Володар Кубка Стенлі (2007).

## Ігрова кар'єра

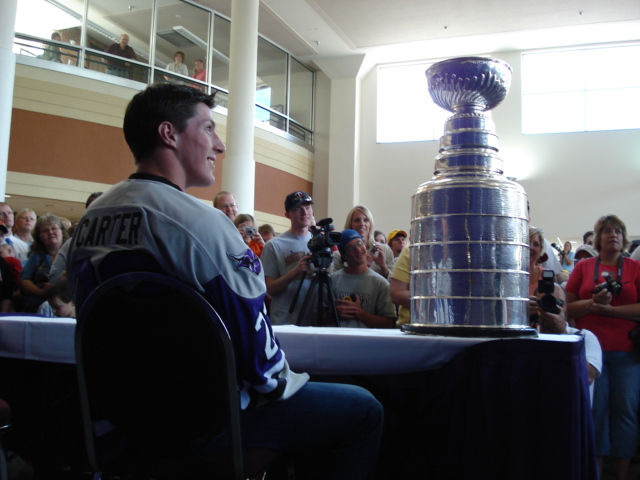
Раєн Картер з Кубком Стенлі

В 2001—04 роках Раєн Картер виступав за «Грін-Бей Гемблерс» в Хокейній лізі Сполучених Штатів (ХЛСШ). В 2004—06 роках грав за Університет штату Міннесота. 2006 року Картер підписав професійний контракт з «Анагайм Дакс». Він виступав в Американській хокейній лізі (АХЛ) у фарм-клубі «Дакс» «Портленд Пайретс», за який закинув 16 шайб і віддав 20 передач (36 очок) в 76 матчах.
Картер був викликаний до «Анагайм Дакс» для матчів серії плей-оф 2007 і зіграв за команду у чотирьох матчах. У фіналі Кубка Стенлі 2007 «Дакс» перемогли «Оттаву Сенаторс», а Картер став володарем Кубка Стенлі.
8 лютого 2008 року, під час сезону 2007—08, Картер закинув свою першу і другу шайби в НХЛ проти «Нью-Джерсі Девілс» у ворота Мартіна Бродера. Пізніше, у тому ж сезоні, Картер зазнав травми правої руки, в результаті якої він переніс операцію і пропустив 6 місяців.
29 квітня 2008 року Картер підписав трирічний контракт з «Дакс» на суму 2,000,000 мільйони доларів.
У сезоні 2008—09 Картер змінив свій ігровий номер #52 на #20. Він став першим гравцем «Анагайма» з номером #20 після Стіва Руччіна. Картер провів 48 матчів у регулярному чемпіонаті і фінішував з 9 очками. 25 квітня 2009 року у першому раунді плей-оф Картер здобув своє перше очко в серії плей-оф НХЛ, закинувши шайбу у ворота «Сан-Хосе Шаркс».

## Досягнення
- Володар Кубка Стенлі (2007 «Анагайм»)

## Статистика
| Сезон        | Клуб                        | Ліга         | Регулярний сезон | Регулярний сезон | Регулярний сезон | Регулярний сезон | Регулярний сезон | Плей-оф | Плей-оф | Плей-оф | Плей-оф | Плей-оф |
| Сезон        | Клуб                        | Ліга         | І                | Г                | П                | О                | ШХ               | І       | Г       | П       | О       | ШХ      |
| ------------ | --------------------------- | ------------ | ---------------- | ---------------- | ---------------- | ---------------- | ---------------- | ------- | ------- | ------- | ------- | ------- |
| 2001—02      | Грін-Бей Гемблерс           | ХЛСШ         | 1                | 0                | 0                | 0                | 2                | —       | —       | —       | —       | —       |
| 2003—04      | Грін-Бей Гемблерс           | ХЛСШ         | 59               | 22               | 23               | 45               | 131              | —       | —       | —       | —       | —       |
| 2004—05      | Університет штату Міннесота | НКАА         | 37               | 15               | 8                | 23               | 44               | —       | —       | —       | —       | —       |
| 2005—06      | Університет штату Міннесота | НКАА         | 39               | 19               | 16               | 35               | 71               | —       | —       | —       | —       | —       |
| 2006—07      | Портленд Пайретс            | АХЛ          | 76               | 16               | 20               | 36               | 85               | —       | —       | —       | —       | —       |
| 2006—07      | Анагайм Дакс                | НХЛ          | —                | —                | —                | —                | —                | 4       | 0       | 0       | 0       | 0       |
| 2007—08      | Портленд Пайретс            | АХЛ          | 13               | 3                | 2                | 5                | 38               | —       | —       | —       | —       | —       |
| 2007—08      | Анагайм Дакс                | НХЛ          | 34               | 4                | 4                | 8                | 36               | 6       | 0       | 0       | 0       | 6       |
| 2008—09      | Анагайм Дакс                | НХЛ          | 48               | 3                | 6                | 9                | 52               | 10      | 2       | 3       | 5       | 0       |
| 2009—10      | Анагайм Дакс                | НХЛ          | 38               | 4                | 5                | 9                | 31               | —       | —       | —       | —       | —       |
| Всього в НХЛ | Всього в НХЛ                | Всього в НХЛ | 120              | 11               | 15               | 26               | 119              | 20      | 2       | 3       | 5       | 6       |